# Trio per a piano núm. 2 (Schubert)

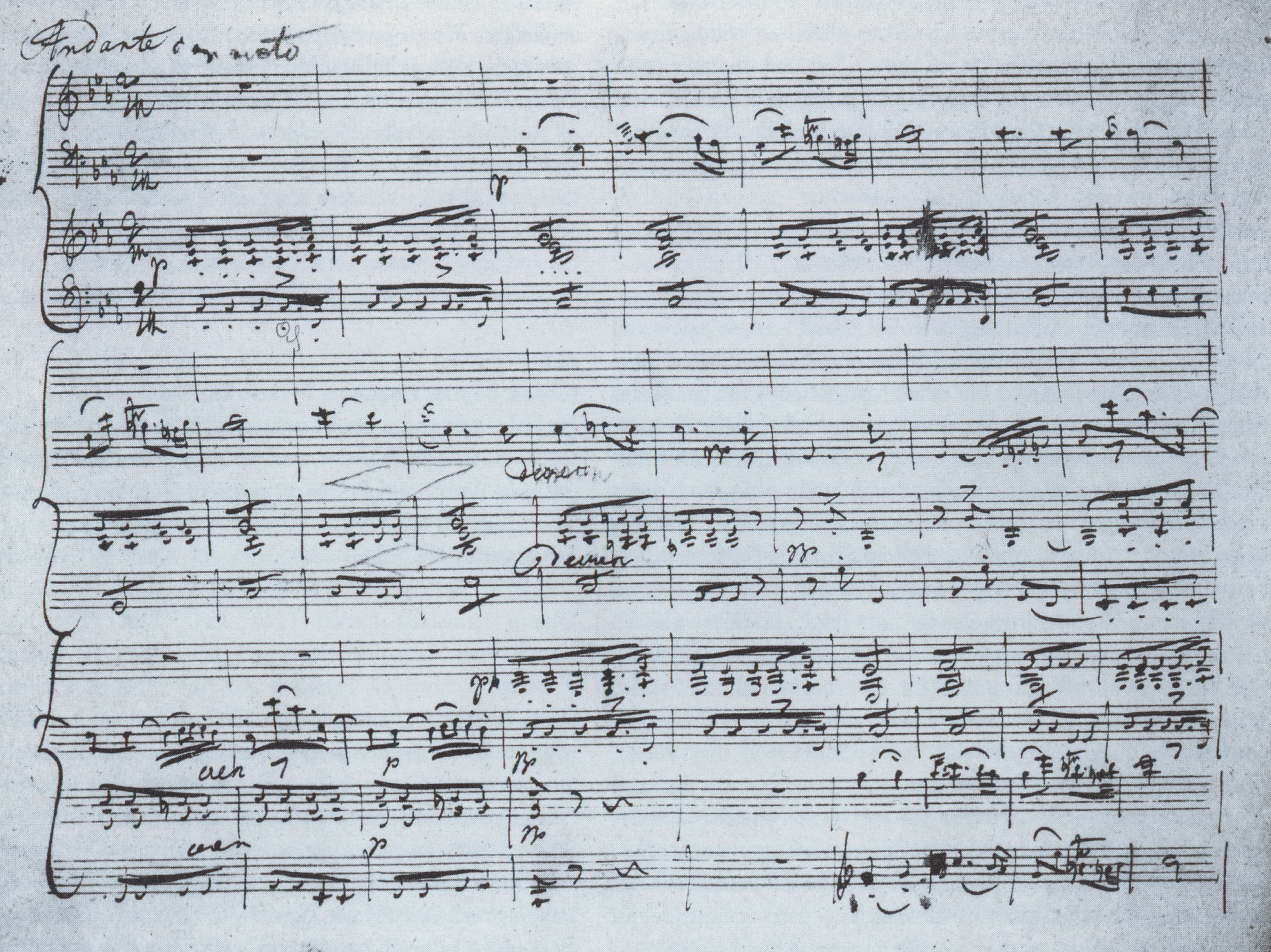
Autògraf del Trio núm. 2 per a piano, op. 100.

El Trio núm. 2 per a piano violí, i violoncel en mi bemoll major, D. 929, escrit el novembre de 1827, és una de les darreres composicions que Franz Schubert va completar. Va ser publicada per Probst com a opus 100 el 1828, poc abans de la mort del compositor. La primera interpretació es realitzà en una festa privada el gener de 1828 per celebrar el compromís d'un amic de l'escola de Schubert, Josef von Spaun. El Trio és una de les poques obres dels darrers anys que Schubert va poder sentir interpretar abans de la seva mort. El conjunt instrumental que l'interpretà estava format per Carl Maria von Bocklet (piano), Ignaz Schuppanzigh (violí), i Josef Linke (cel·lo).
Com l'altre trio de piano de Schubert, és una obra comparativament més gran que la majoria de trios per a piano de l'època, i la seva interpretació dura uns 50 minuts. El segon tema del primer moviment està basat molt lliurament en el tema inicial del Minuet i Trio de la Sonata en sol major, D. 894.
El tema principal del segon moviment va ser utilitzat com un dels temes musicals centrals en la pel·lícula de 1975 Barry Lyndon, de Stanley Kubrick. També ha estat utilitzat en moltes altres pel·lícules, com L'ànsia, Marea roja, La pianiste, L'Homme de sa vie, Land of the Blind, Dear White People, Recollections of the Yellow House, Miss Julie, la minisèrie John Adams de l'HBO, El Mecànic, dos episodis de la sèrie American Crime Story, i la música d'obertura del documental de l'ABC The Killing Season..

## Estructura
Aquest trio per a piano consta de quatre moviments:

### Allegro
El primer moviment té l'estructura de forma sonata. Hi ha que consideren que el material temàtic està constituït de sis unitats separades mentre altres observen tres temes, cadascun amb dos períodes. Hi ha material temàtic extra durant la recapitulació. Com a mínim una de les unitats temàtiques és basa en el tema de l'inici del tercer moviment de la Sonata per a piano en sol major, D 894.

### Andante con moto
El segon moviment té una doble forma ternària asimètrica.

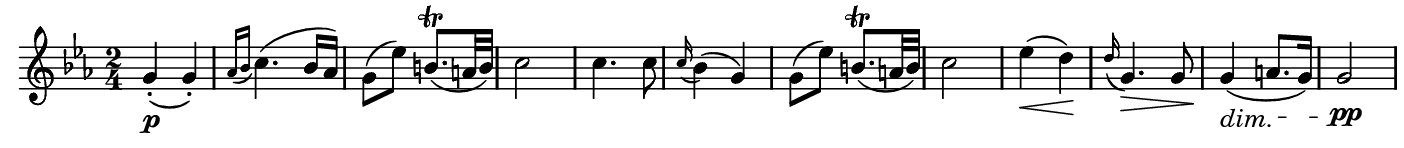
Tema principal del 2n moviment

### Scherzo: Allegro moderato
El scherzo és un peça animada en forma ternària doble.

### Allegro moderato
El finale és un rondó-sonata. Schubert també inclou en dos interludis el tema d'inicial del segon moviment en una versió alterada.